# Symfonia w bieli nr 3
Symfonia w bieli nr 3 (ang. Symphony in White, No. 3) – obraz amerykańskiego malarza Jamesa McNeilla Whistlera namalowany w latach 1865–1867, znajdujący się w zbiorach Barber Institute of Fine Arts w Birmingham. Obraz przedstawia dwie kobiety ubrane na biało, z których jedna siedzi na kanapie a druga spoczywa na podłodze. Modelką pozującą do kobiety na kanapie była Joanna Hiffernan. Tytułując obraz Symfonia w bieli nr 3 Whistler zamierzał podkreślić swoją artystyczną filozofię zainspirowaną poglądami na sztukę francuskiego poety Charles’a Baudelaire’a. Obecność na podłodze wachlarza ukazuje wpływ sztuki japońskiej na sztukę europejską w tamtym czasie. Whistler był również pod silnym wpływem swego kolegi i przyjaciela Alberta Josepha Moore’a; ich twórczość wykazuje wyraźne podobieństwa.
Choć Whistler rozpoczął malowanie obrazu w 1865, ukończył go dopiero w 1867 i wysłał na wystawę zorganizowaną przez Royal Academy of Arts. Jego koledzy byli pod wrażeniem obrazu, ale z krytyków nie wszyscy zrozumieli związek pomiędzy malowidłem a jego tytułem. W jednej z recenzji zakwestionowano obecność innych kolorów obok białego. Zawarty w recenzji krytycyzm skłonił Whistlera do napisania w odpowiedzi zjadliwego i sarkastycznego listu. Po latach jego były uczeń, niemiecki malarz Walter Sickert skrytykował obraz jako "[dzieło] niskiego poziomu, w starym stylu, przed narodzinami nowego."

## Początek drogi artystycznej
W 1855 James McNeill Whistler wyjechał z Ameryki do Europy, postanawiając poświęcić się malarstwu. Początkowo osiadł w Paryżu, ale w 1859 przeniósł się do Londynu, gdzie spędził większość swego życia. W Londynie spotkał Gabriela Rosettiego i innych członków Bractwa Prerafaelitów, którzy mieli wywrzeć głęboki wpływ na jego twórczość. W Londynie spotkał też Joannę Hiffernan, modelkę, która została jego kochanką. Ich stosunki były określane jako "małżeństwo bez błogosławieństwa kościelnego". Przed 1865 Whistler wykorzystał Hiffernan jako modelkę w innych swoich obrazach, n. in. Symfonia w bieli nr 1 i Symfonia w bieli nr 2. Hiffernan przypuszczalnie miała silny wpływ na Whistlera; jego szwagier Francis Seymour Haden odrzucił zaproszenie na obiad zimą 1863–64 motywując to dominującą rolą Hiffernan w ich domu. W styczniu matka artysty, Anna, przedstawiona później na obrazie Aranżacja szarości i czerni, przyjechała do Londynu, żeby zamieszkać razem z synem. W rezultacie Joanna Hiffernan musiała się wyprowadzić z ich mieszkania, do którego odtąd przychodziła tylko w charakterze modelki. Matka artysty nie lubiła jednak Hiffernan a jego stosunki z obiema kobietami stały się napięte.

## Powstanie obrazu i jego recepcja
Whistler rozpoczął pracę nad Symfonią w bieli nr 3 przypuszczalnie już w lipcu 1865. Był to ostatni z jego obrazów, do których pozowała Hiffernan. Jako druga modelka wystąpiła Milly Jones, żona zaprzyjaźnionego aktora. Do połowy sierpnia gotowy był szkic a praca nad obrazem potrwała do września. Whistler ciągle nanosił poprawki i dopiero w 1867 uważał obraz za ukończony. Zamalował ostatnią cyfrę "5" w dacie i zastąpił ją "7", żeby zaznaczyć dokonane w obrazie zmiany. W marcu 1867 William Michael Rossetti napisał po obejrzeniu obrazu w pracowni Whistlera, iż nosił wcześniej nazwę Dwie dziewczynki w bieli. Obraz powędrował następnie na wystawę Royal Academy of Arts. Dzieło wzbudziło duży podziw wśród kolegów Whistlera, w tym Henri Fantin-Latoura, Alfreda Stevensa, Jamesa Tissota i Edgara Degasa. Dla Degasa obraz ten posłużył jako inspiracja do sporządzenia przez niego portretu tancerki Eugénie Fiocre, występującej w balecie La Source Léo Delibes’a i Ludwiga Minkusa. Tytuł obrazu wprawił jednak niektórych krytyków w zakłopotanie.  Philip Hamerton, pisząc w londyńskim tygodniku The Saturday Review of politics, literature, science, and art z 1 czerwca 1867 zauważył:
W "Symfonii w bieli nr 3" pędzla Pana Whistlera jest wiele wykwintnych odcieni kolorów, ale nie jest to dokładnie symfonia w bieli. Jedna z pań ma żółtawą suknię i brązowe włosy z kawałkiem niebieskiej wstążki, w ręce trzyma czerwony wachlarz; są tam też kwiaty i zielone liście. Na białej kanapie leży dziewczyna ubrana na biało ale nawet ona ma rudawe włosy; [ich] karnacje są oczywiście w cielistym kolorze.
Whistler zareagował agresywnie na krytykę. Napisał list do wydawcy, którego gazeta nie opublikowała, ale który umieścił sam Whistler w napisanej przez siebie książce The Gentle Art of Making Enemies (Subtelna sztuka robienia sobie wrogów:
Jak to miło, że takie kompletne bzdury nieuchronnie poszłyby do druku!...Mój Boże! Czyż ten mędrzec spodziewał się białych włosów i kredowobiałych twarzy? Czyż więc on, w swej zdumiewającej konsekwencji, uważa, iż symfonia w tonacji F-dur powinna składać się wyłącznie z ciągłej sekwencji dźwięków f? ...Dureń!.
Obraz Symfonia w bieli nr 3 został pierwotnie zakupiony przez bogatego brytyjskiego kolekcjonera sztuki Louisa Hutha, który później zlecił Whistlerowi namalowanie portretu własnej żony.
Obecnie obraz znajduje się w zbiorach Barber Institute of Fine Arts w Birmingham (Anglia).

## Kompozycja i interpretacja
Symfonia w bieli nr 3 ukazuje Joannę Heffernan wyciągniętą na kanapie z głową wspartą na ręce i Milly siedzącą na podłodze, opartą o kanapę. Na podłodze leży wachlarz a z prawej strony widoczna jest roślina z białymi kwiatami. Wachlarz stanowi element orientalny, będąc przykładem wpływu sztuki japońskiej na ówczesną sztukę europejską. Whistler w tym czasie był pod dużym wpływem swego przyjaciela i towarzysza Alberta Josepha Moore’a. Symfonia w bieli nr 3 wykazuje bliskie podobieństwa do powstałego niemal w tym samym czasie obrazu Moore’a "Muzykant" ("A Musician"), choć obaj w tym czasie tak ściśle współpracowali ze sobą, iż trudno rozstrzygnąć który wpłynął na którego.
Malarz Walter Sickert, uczeń Whistlera, zrecenzował później "Symfonię w bieli nr 3" w niepochlebnych słowach, pisząc w grudniu 1908, pięć lat po śmierci Whistlera, we wpływowym magazynie "Fortnightly Review":
W 'Symfonii nr 3 mamy wywrotkę. Kiepski obraz, powiedzmy to wprost, źle skomponowany, źle narysowany, źle namalowany, na niskim poziomie, w starym stylu, przed narodzinami nowego. Fałdy draperii oddane przez smugi farby w kierunku samych fałd, z grubymi krawędziami przy nich. Tylko malarze są w stanie całkowicie zrozumieć głębię technicznej infamii zawartej w tym ostatnim opisie. To znaczy, że ta draperia nie jest namalowana a tylko zamierzona.
Dla Whistlera jednakże jego obraz nie był staroświecki, ale był raczej wyrazem czegoś nowego i innowacyjnego. Nazywając go "Symfonią w bieli nr 3" podkreślił znaczenie kompozycji a nie tematu dzieła. Użycie przez niego terminu muzycznego było nawiązaniem do teorii sztuk korespondencyjnych, rozwiniętej przez francuskiego poetę Charles’a Baudelaire’a. Tendencje te z czasem stały się coraz bardziej dominujące w twórczości Whistlera. Jego dwa wcześniejsze obrazy: Symfonia w bieli nr 1 i Symfonia w bieli nr 2 nosiły pierwotnie tytuły Dziewczyna w bieli i Dziewczynka w bieli a dopiero później otrzymały nowe nazwy. Whistler chciał początkowo nazwać Symfonię w bieli nr 3 jako Dwie dziewczynki w bieli, ale jego rozwijająca się filozofia artystyczna sprawiła, że zmienił zdanie i od chwili pierwszego wystawienia tego obrazu opatrzył go tytułem muzycznym.